# Stachyptilidae
Stachyptilidae is een familie van neteldieren uit de klasse van de Anthozoa (Bloemdieren).

## Geslachten
- Gilibelemnon
- Stachyptilum Kölliker, 1880